# Nesluša
Nesluša (maďarsky Neszlény; do roku 1902 Neszlusa) je obec na Slovensku v okrese Kysucké Nové Mesto. V roce 2016 zde žilo 3 133 obyvatel. První písemná zmínka o obci pochází z roku 1367.